# Susanne Lothar
Susanne Lothar, född 15 november 1960 i Hamburg, död 21 juli 2012 i Berlin, var en tysk skådespelerska. Hon var dotter till skådespelarna Hanns Lothar och Ingrid Andree samt var från 2006 gift med Ulrich Mühe, som avled året därpå.

## Filmografi (urval)
- 1992 – Den demokratiske terroristen
- 1997 – Slottet
- 1997 – Funny Games
- 2007 – Madonnen
- 2008 – The Reader
- 2009 – Det vita bandet
- 2011 – Motståndets tid